# 山本健司
山本 健司（やまもと けんじ、1958年7月1日 - ）は、日本の作曲家、編曲家。日本作編曲家協会（JCAA）会員。芸能事務所「オフィス・トゥー・ワン」元所属。Kenz名義でも活動している。

## 主な担当作品

### 作曲
- 大すき（小泉周二作詞。NHK全国学校音楽コンクール小学校の部課題曲）
- 影山ヒロノブ
  - THE BIGGEST FIGHT 〜激突〜
    - ドラゴンボール FINAL BOUT オープニングテーマ

  - 君を忘れない
    - ドラゴンボール FINAL BOUT エンディングテーマ

  - THANK YOU!
    - ドラゴンボール FINAL BOUT エンディングテーマ

  - HERO OF HEROES
    - ドラゴンボール ファイナルバウト 挿入曲

  - くすぶるheartに火をつけろ!!
    - ドラゴンボールZ2 主題歌

  - 俺はとことん止まらない!!
    - ドラゴンボールZ3 主題歌

  - Super Survivor
    - cAnONとの合作 ドラゴンボールZ Sparking! METEOR 主題歌

  - 奇跡の炎よ 燃え上がれ!!
    - cAnONとの合作 ドラゴンボールZ バーストリミット 主題歌

  - 孤独の果ての Love&Peace
  - 光のさす未来へ!
    - ドラゴンボールZ インフィニットワールド 主題歌

  - Progression
    - ドラゴンボール レイジングブラスト 主題歌

  - Road of the Promise〜約束の道〜
  - Battle of Omega
    - ドラゴンボール レイジングブラスト2 主題歌

  - Hyper Crazy（cAnONとの合作）

- 高橋洋樹
  - Power Of Dreamer
    - ドラゴンボール 天下一大冒険 主題歌

- 高橋洋子
  - ムーンライト・エピキュリアン
    - いわんやトミーズをや エンディングテーマ

### 編曲
- いざゆけ若鷹軍団 （福岡ソフトバンクホークス公式応援歌）

- 影山ヒロノブ
  - Strings of Love〜運命の糸 - （「Cold Rain」収録）
  - 銀河の星屑 作曲：影山ヒロノブ - （「Super Survivor」収録）
  - Dragon Ball Party 作曲：cAnON - （「光のさす未来へ!」収録）
  - カントリーロード（配信楽曲）

- 郷ひろみ
  - 僕がどんなに君を好きか、君は知らない
  - 言えないよ
  - 逢いたくてしかたない
  - 忘れられないひと
  - 哀愁のカサブランカ（'95）
  - どんなに君がはなれていたって
  - 裸の夢
  - Don't leave you alone
  - いつもそばに君がいた
  - よろしく哀愁（'96）
  - How manyいい顔（'96）
  - 僕がどんなに君を好きか、君は知らない（'96）
  - 幸せにできるから

- CHA-CHA
  - いわゆるひとつの誤解デス

- 林原めぐみ
  - Still Waiting - （アルバム「WHATEVER」収録）

### 映像作品

#### アニメ
- 仮面の忍者 赤影
  - 仮面の忍者 赤影（OP）
    - （作詞：三田陽子 / 作曲：小杉保夫 / 歌：秋保和也・秋保浩司〈fromキャロットクラブ〉）
- キテレツ大百科
  - お嫁さんになってあげないゾ（初代OP）
    - （作詞：森雪之丞 / 作曲：池毅 / 歌：守谷香）

  - ボディーだけレディー（2代目OP）
    - （作詞：森雪之丞 / 作曲：林哲司 / 歌：内田順子）

  - 夢見る時間（3代目OP）
    - （作詞：吉元由美 / 作曲：林哲司 / 歌：森恵）

  - マジカルBoy マジカルHeart（初代ED）
    - （作詞：神原冬子 / 作曲：池毅 / 歌：守谷香）

  - コロ助ROCK（3代目ED）
    - （作詞：森雪之丞 / 作曲：林哲司 / 歌：内田順子）

  - フェルトのペンケース（4代目ED）
    - （作詞：岩室後子 / 作曲：来生たかお / 歌：森恵）

（この他挿入歌も数曲担当）
- 天空戦記シュラト
  - SHINING SOUL（前期OP）
    - （作詞：水谷啓二 / 作曲：竹沢好貴 / 歌：清水咲斗子）

  - 砂塵の迷図（前期ED）
    - （作詞：水谷啓二 / 作曲：工藤崇 / 歌：清水咲斗子）
- 魔動王グランゾート
  - 光の戦士たち（OP）
    - （作詞：荒木とよひさ / 作曲：タケカワユキヒデ / 歌：鈴木けんじ）
- ドラゴンボールZ
  - CHA-RA HEAD-CHA-LA（初代OP）
    - （作詞：森雪之丞 / 作曲：清岡千穂 / 歌：影山ヒロノブ）

  - でてこいとびきりZENKAIパワー!（初代ED）
    - （作詞：荒川稔久 / 作曲：池毅 / 歌：MANNA）

（この他TVSPのED、挿入歌も数曲担当）
- 勇者エクスカイザー
  - Gatherway（OP）、これからのあなたへ（ED）
    - （作詞：AZUSA / 作曲：井上ヨシマサ / 歌：三浦秀美）
- 電脳都市OEDO808
  - Burning World〜追憶のコマンド〜（OP）、愛しているかもしれない（ED）
    - （作詞：安藤芳彦 / 作曲：羽場仁志 / 歌：三浦秀美）
- まじかる☆タルるートくん
  - オレ タルるート（OP）
    - （作詞：江川達也・佐藤大 / 作曲：タケカワユキヒデ / 歌：TARAKO）

  - キミと世界征服!?（前期ED）
    - （作詞：佐藤大 / 作曲：清岡千穂 / 歌：秋山みどり）

  - タルル・カタブラルル（後期ED）
    - （作詞・作曲・歌：TARAKO）
- Bビーダマン爆外伝
  - そらのかけら（初代ED）
    - （作詞・作曲・歌：吉川麻衣子）

（この他挿入歌も数曲担当）

#### 特撮
- スーパー戦隊シリーズ
  - 地球戦隊ファイブマン
    - 地球戦隊ファイブマン（OP）
      - （作詞：売野雅勇 / 作曲：小杉保夫 / 歌：鈴木けんじ）

  - 鳥人戦隊ジェットマン
    - こころはタマゴ（ED）
      - （作詞：荒木とよひさ / 作曲：つのごうじ / 歌：影山ヒロノブ）

  - 恐竜戦隊ジュウレンジャー
    - 恐竜戦隊ジュウレンジャー（OP）
      - （作詞：つのごうじ・そのべかずのり / 作曲：つのごうじ / 歌：佐藤健太）

    - 冒険してラッパピーヤ!（ED）
      - （作詞・作曲：つのごうじ / 歌：ピタゴラス）

  - 五星戦隊ダイレンジャー
    - 五星戦隊ダイレンジャー（OP）、俺たち無敵さ!! ダイレンジャー（ED）
      - （作詞：八手三郎 / 作曲：大野克夫 / 歌：NewJack拓郎）

  - 忍者戦隊カクレンジャー
    - シークレット カクレンジャー（OP）、ニンジャ! 摩天楼キッズ（ED）
      - （作詞：冬杜花代子 / 作曲：都志見隆 / 歌：トゥー・チー・チェン）
- 美少女仮面ポワトリン
  - 17の頃（OP）
    - （作詞：売野雅勇 / 作曲：本間勇輔 / 歌：斉藤小百合）
- シージェッター海斗
  - シージェッター海斗
    - （作詞・歌：遠藤正明 / 作曲：影山ヒロノブ）

### 音楽
- あいつとララバイ（1987年）
- ハーバーライト物語 〜ファッションララより〜（1988年）
- ドラゴンボールZ 超武闘伝（1993年）
- ドラゴンボールZ 超武闘伝2（1993年）
- ドラゴンボールZ 超武闘伝3（1994年）
- ドラゴンボールZ 超悟空伝 -突激編-（1995年）
- ドラゴンボールZ 超悟空伝 -覚醒編-（1995年）
- ドラゴンボールZ 偉大なるドラゴンボール伝説（1996年）
- はりもぐハーリー（1996年 - 1997年）
- ウルトラニャン（1997年）
- 地獄先生ぬ〜べ〜（1997年）
- Dr.スランプ (ゲーム)（1999年）
- 爆竜戦隊アバレンジャー（2003年 - 2004年）
  - 羽田健太郎With Healthy Wings名義で参加。
- ドラゴンボールZ バーストリミット（2008年）
- ドラゴンボール改（2009年 - 2011年）

## BGM盗作問題
- 2011年3月9日に山本が音楽を担当していたテレビアニメ『ドラゴンボール改』のBGMに「第三者の権利への抵触の可能性が疑われる楽曲」が複数存在しているとして、制作会社である東映アニメーションは問題の楽曲を差し替えると発表[1]。実際の放送では音楽担当は、1981年開始の『Dr.スランプ アラレちゃん』から15年に渡って鳥山明原作のアニメで音楽を担当していた作曲家の菊池俊輔で、全ての曲が菊池の曲に差し替えられており、実質的な降板となった。
  - 盗作の指摘自体は2010年5月の時点で既にインターネット上で存在し、有志が検証を行っていた[2]。
  - 『ドラゴンボール改』におけるBGM盗作問題の発覚後、所属事務所ウェブサイトの所属者一覧から山本のプロフィールが削除されており、「Kenz」名義などで活動している。
- BGM盗作問題の発覚以降、山本が過去に音楽を担当したゲームが移植された場合にBGMが差し替えられるケースがしばしば見られる。
  - 2015年6月11日にニンテンドー3DSで発売された『ドラゴンボールZ 超究極武闘伝』の初回封入特典に、山本が音楽を担当していた『ドラゴンボールZ 超武闘伝2』が遊べるダウンロード番号が配信されたが、こちらのBGMも差し替えられている。なお、これ以前の2013年11月7日に同じくニンテンドー3DSで発売された『バンダイナムコゲームスPRESENTS Jレジェンド列伝』に収録されている『超武闘伝2』は、元のオリジナルBGMがそのまま使われていた。
  - 2018年2月1日にNintendo Switchで発売された『ドラゴンボール ファイターズ』の早期購入特典に、山本が音楽を担当していた『ドラゴンボールZ 超武闘伝』が遊べるダウンロードコードが封入されたが、こちらのBGMも差し替えられている。